# Szozdy (przystanek kolejowy)
Szozdy – zamknięty przystanek osobowy w Szozdach na linii kolejowej nr 66, w województwie lubelskim, w Polsce.